# Sofia Georgiewa
Sofia Christowa Georgiewa (bułg. София Христова Георгиева; ur. 20 września 1995) – bułgarska zapaśniczka walcząca w stylu wolnym. Zajęła siódme miejsce na mistrzostwach świata w 2022. Czwarta na mistrzostwach Europy w 2022. Piąta w indywidualnym Pucharze Świata w 2020. Brązowa medalistka igrzysk europejskich w 2019. Druga na ME U-23 w 2018 roku.
Zawodniczka Uniwersytetu im. Neofita Riłskiego w Błagojewgradzie.